# William Foulke
William Henry "Grubas" Foulke (ur. 12 kwietnia 1874 w Dawley, zm. 1 maja 1916 w Shropshire) – angielski bramkarz, który ważył ponad 150 kilogramów. Wraz z Sheffield United zdobył tytuł mistrza Anglii 1898 oraz dwukrotnie Puchar Anglii (1899, 1902). W swojej karierze bronił barw także Chelsea oraz Bradford City.
Jest najcięższym piłkarzem w historii reprezentacji Anglii, w barwach której zagrał jeden mecz (wygrany 4:0 z Walią). Był niezwykle krnąbrnym zawodnikiem. Jego najsłynniejsze "wyczyny" to złamanie poprzeczki, siadanie na rywalach czy podtapianie ich w kałuży. Niezwykle popularna jest także historia, która wydarzyła się po finałowym meczu Pucharu Anglii w 1902 roku. Niezadowolony z decyzji sędziego bramkarz, zdenerwowany wszedł do pokoju arbitrów. Główny rozjemca tego spotkania ze strachu przed wielkim bramkarzem schował się w szafie. Inna historia opowiada o tym, że kiedy piłkarze Chelsea przyszli na posiłek klubowy, na sali zastali Foulke'a, który zjadł wszystkie przysługujące im posiłki. 

W trakcie swojej kariery klubowej zarabiał cztery funty tygodniowo (robotnicy zarabiali wówczas funta). Mimo wielu zasług dla futbolu w Wielkiej Brytanii zmarł w ubóstwie. Jako przyczynę śmierci podaje się marskość wątroby.